# Tupolev Tu-143

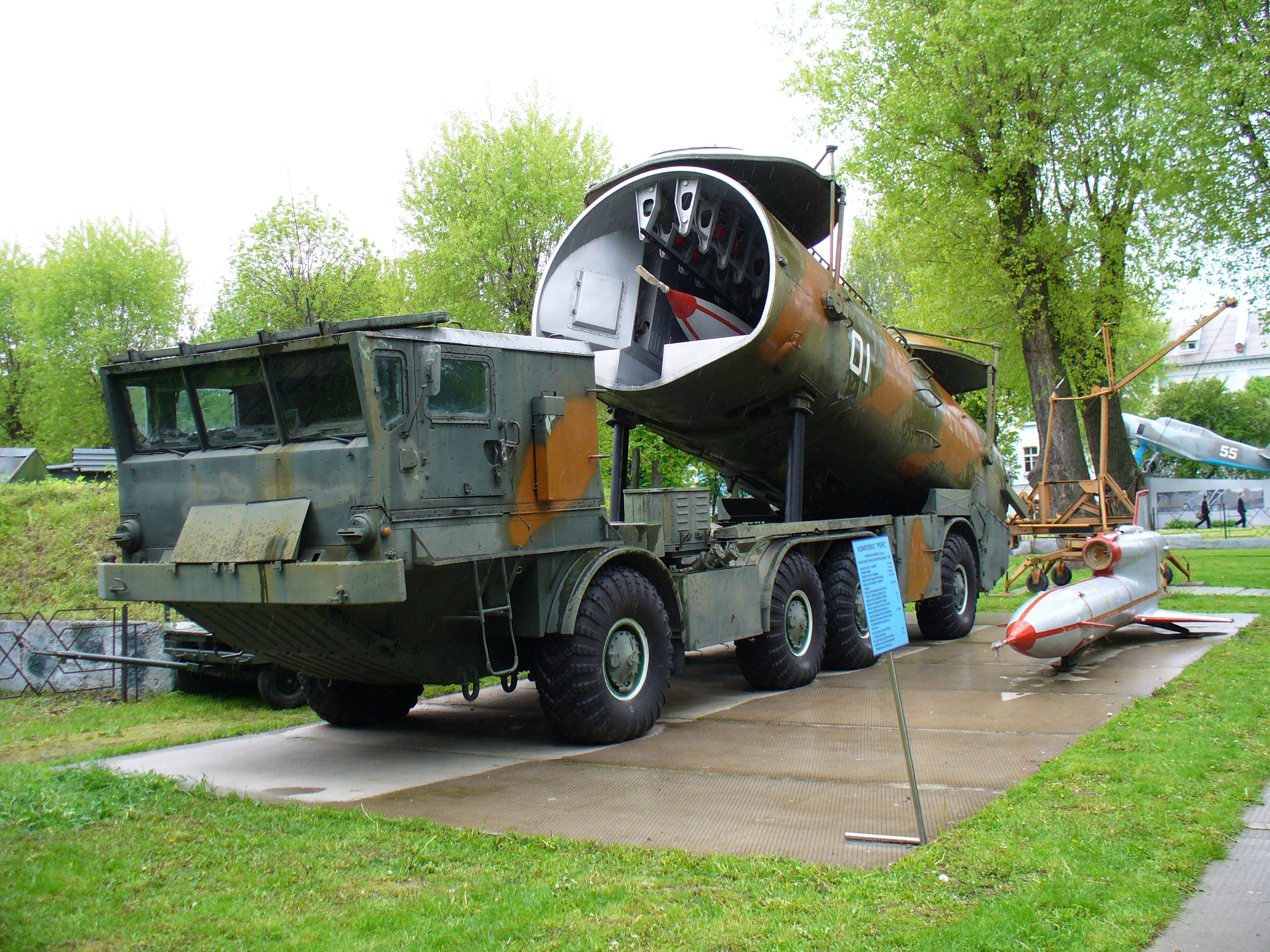
Tu-143 avec lanceur BAZ-135/ZIL-135 du Musée de la Force aérienne ukrainienne, à Vinnytsia.

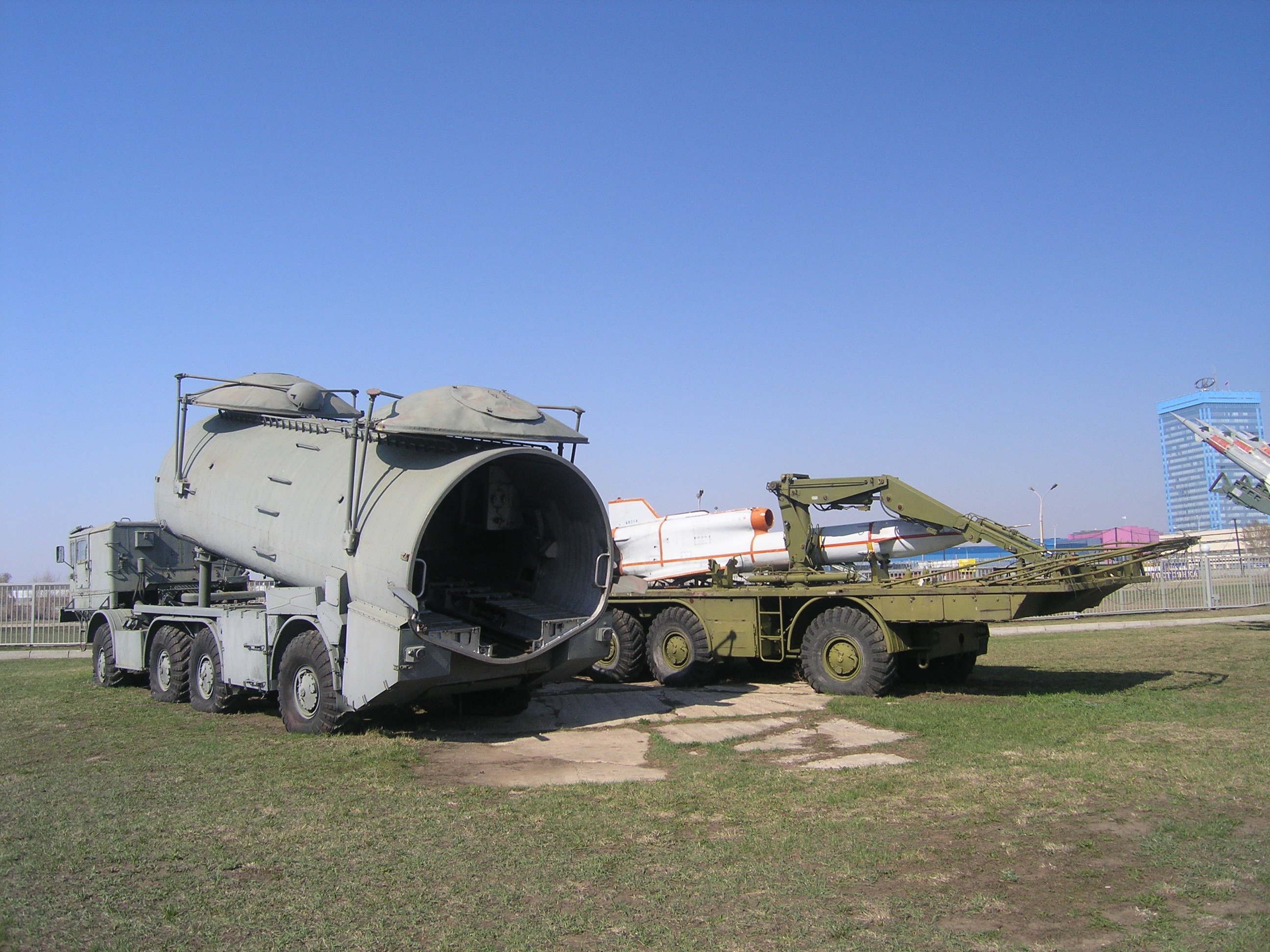
Tu-143 avec lanceur BAZ-135/ZIL-135

Tupolev Tu-143 est un drone de reconnaissance militaire russe fabriqué par Tupolev.

## Description
Il est l'évolution du Tupolev Tu-141. Son véhicule lanceur est le ZIL-135.

## Opérateurs militaires
- Russie utilisés comme cible, en service courant 2011[1]
- Corée du Nord
- Biélorussie
- 🇺🇦 Ukraine, utilisé pour des frappes sur les arrières russes en mars 2024